# Martin (Familie)

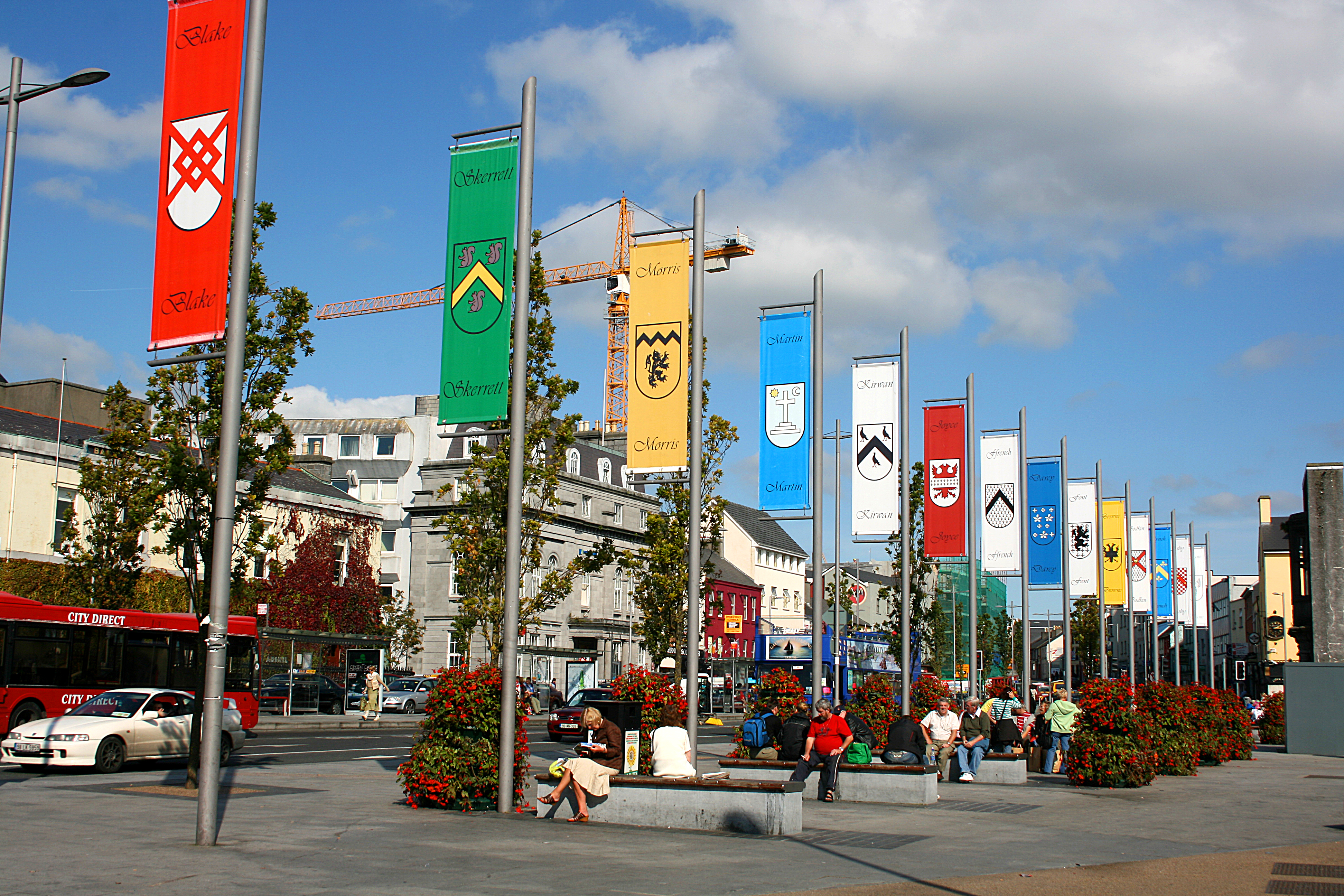
Die Fahnen der Tribes am Eyre Square

Die Familie Martin (später auch Martyn geschrieben) aus Galway gehört zu jenen 14 anglo- und cambro-normannischen Familien, die die Stämme von Galway (englisch Tribes of Galway) genannt werden und über Jahrhunderte die Stadt und das nähere Umland im County Galway beherrschten.

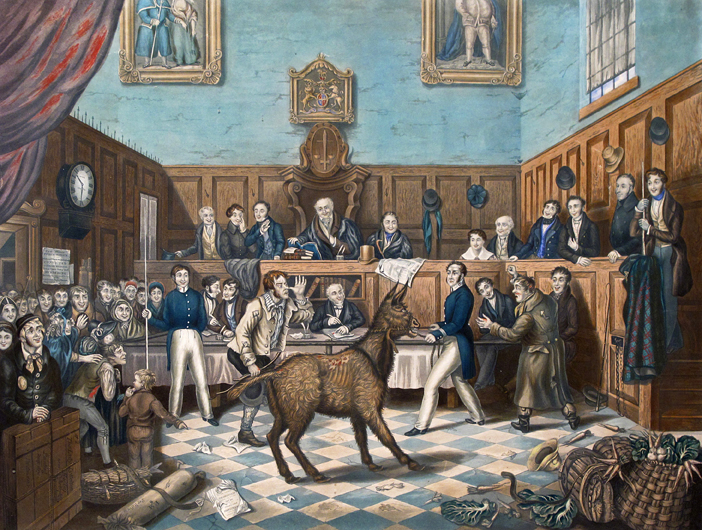
Ein Gemälde des Trial of Bill Burns, zeigt Richard Martin mit dem Esel in einem Gerichtssaal

Die Familie Martin gehört zu den ältesten in Galway. Sie kam mit Richard de Clare, 2. Earl of Pembroke, genannt Strongbow nach Irland und wurde in Galway zu einer wichtigen Händlerfamilie. Sie siedelte später auch in Ballinahinch, Dangan, Ross, Spiddal und Tulira im County Galway.
Oliver Martin war der erste Träger des Namens, der nach Irland kam. Er war ein Anhänger von Strongbow und der Name Martin wird von martialisch = kriegerisch abgeleitet. Einige Forscher sind der Meinung, dass die Martins altirischer Abstammung waren. Richard Martin von Dangan oder Ballinahinch Castle stammt vom älteste Zweig der Familie ab und die Häuser von Curraghmore, Ross, Spiddal und Tullyra zählen zu den angesehenen in der Provinz.
Berühmte Mitglieder der Familie Martin waren Richard Martin (1754–1834) auch „Humanity Dick Martin“ genannt, der Gründer der Gesellschaft zur Verhinderung von Tierquälerei und Edward Martyn (1859–1923) (aus Tullira), irischer Dramatiker und Politiker der Sinn Féin: Er war ein Nachbar von Lady Isabella Augusta Gregory und machte diese in seinem Haus mit William Butler Yeats bekannt; die ebenso wie er Mitbegründer des Abbey Theatre, des irischen Nationaltheaters in Dublin waren.